# Anthophora rufolanata
Anthophora rufolanata är en biart som beskrevs av Dours 1869. Anthophora rufolanata ingår i släktet pälsbin, och familjen långtungebin. Inga underarter finns listade i Catalogue of Life.